# 스크린 스포츠

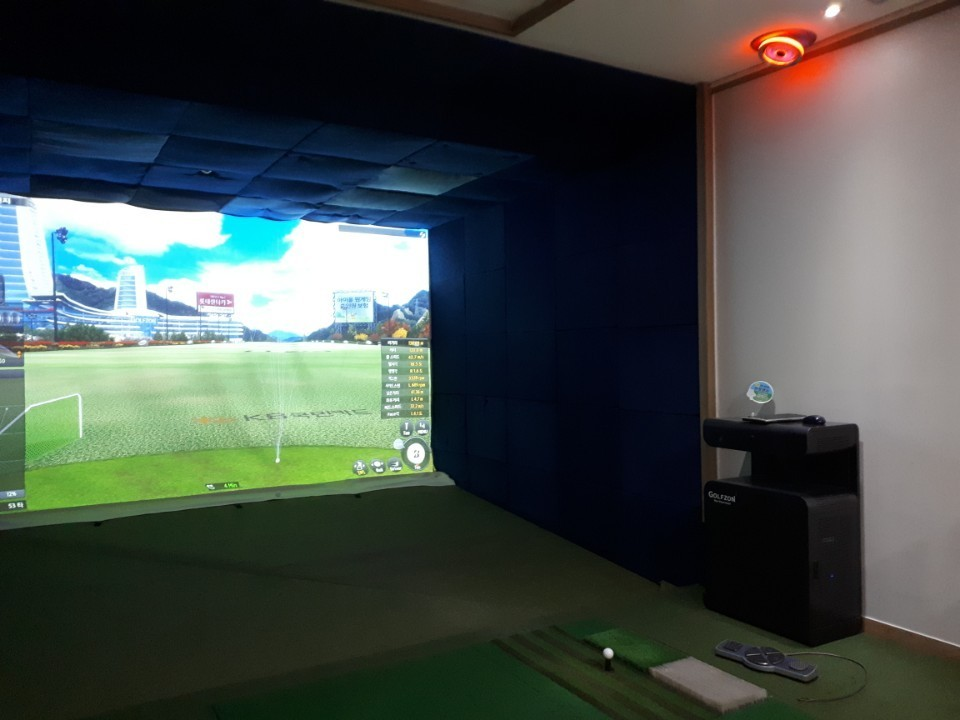
스크린 스포츠

스크린 스포츠는 IT와 스포츠가 융 · 복합한 체험 상품이다.
스크린 스포츠는 IT 기술이 시뮬레이션(Simulation) 산업과 유기적으로 결합하면서 그 활용 범위가 나날이 확장되고 있다. 가상현실(Virtual Reality, VR) 기술이 비약적으로 발전하고 '스크린스포츠’가 화활성화되면서 일반인들의 취미생활에도 변화가 나타나고 있다. 공간이나 장비, 계절과 날씨의 제약을 받지 않고 스포츠를 즐길 수 있다는 점이 장점이다.

## 등장
국내에 최초로 등장한 스크린 종목은 골프다. 스크린 골프는 1990년대 미국에서 연습용으로 들여온 기계가 출발점이다. '계원통상'기업은 1992년 국내 최초로 실내에서 골프를 즐길 수 있는 '파티골프대회'를 개최하였다. 또한, 같은 해 4월 10일부터 11일까지 미국 유타주에서 벌어진 세계 대회에서 한국대표로 출전한 한국의 이정표, 홍동환 선수가 118점을 얻어 3위에 입상했다.

## 현황
2013년 당시 문화체육관광부 주관하 2018년까지 향후 5년간 국내 스포츠산업에 첨단 IT와 과학기술을 접목해 산업규모를 확대하는 내용을 토대로 한 ‘스포츠산업 중장기 발전 계획’을 발표했다. 당시 이 계획으로 인해 스포츠산업에 각종 IT와 과학기술이 접목되었고 스크린 스포츠 시장이 국내에 확산되었다.
가장 대표적인 스크린 스포츠는 2015년 현재 약 1조7000억 원의 시장 규모를 지닌 골프다. 전국에 8000여 개의 스크린 골프장이 있다. 한국 스크린 골프 사업은 국내뿐만 아니라 전 세계 휴양지와 중동 부호들의 저택에까지 설치될 정도로 각광 받고 있다. 대한골프협회에 따르면 스크린골프장 등을 이용해 1년에 한 번이라도 골프를 치는 골프 인구는 620만여명에 달한다. 주 이용자도 중장년층에서 20~30대 젊은 층까지 확대되며 생활스포츠로 자리 잡았다. 2016년 기준 총 타석 수는 3만개를 돌파했고, 연간 5500만명 이상의 골퍼들이 스크린골프를 즐긴다는 통계다.
골프를 이은 스크린 스포츠의 대표 주자는 2015년 700만 관중을 기록한 야구다.  컴퓨터 시뮬레이션을 통해 실제 야구경기의 현장감을 즐길 수 있게 됐다.2014년 싹튼 스크린야구 산업이 가파른 성장세를 보이고 있다. 업체 수는 3년 만에 1곳에서 20여곳으로 늘었다. 3곳에 불과하던 점포 수도 전국 350여곳으로 증가했다. 최근에는 한국 직장인들의 회식자리로도 각광받고 있어 술자리보다 스크린 야구장을 찾는 직장인들이 늘고 있다.

## 종류

### 스크린 축구

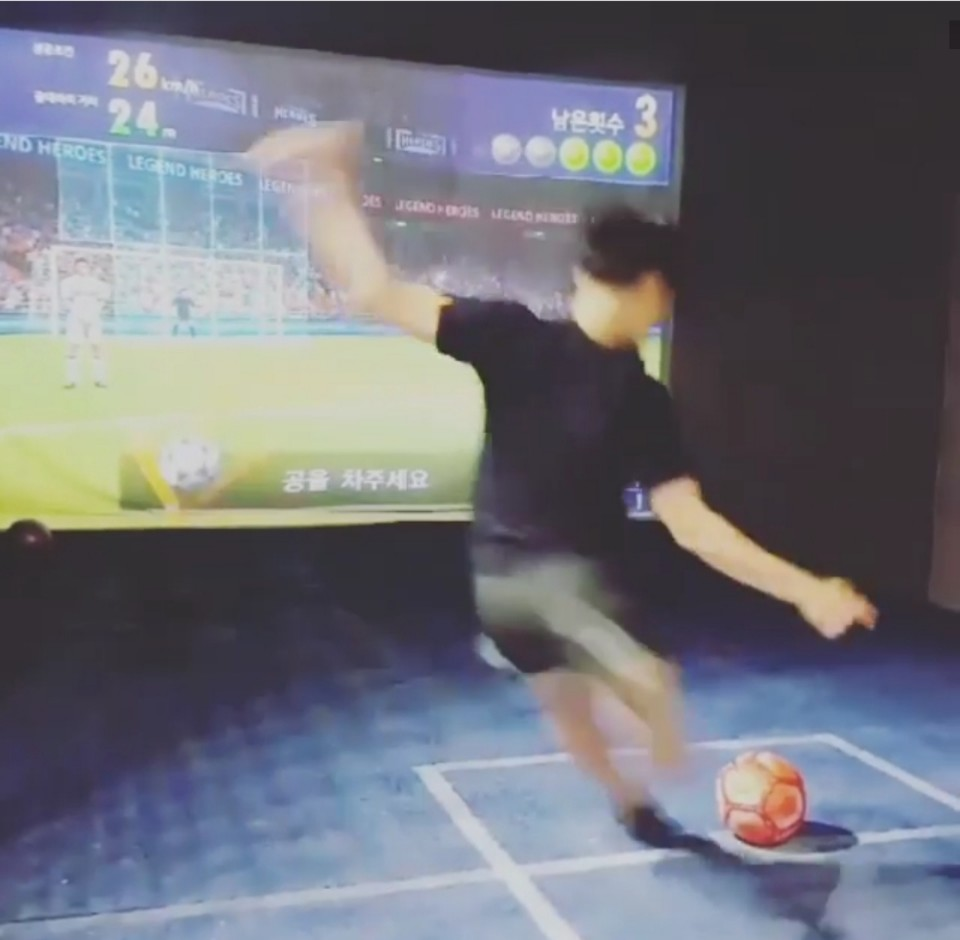
스크린 축구

축구는 22명이 모여야 하고 실력이 안 되면 주변에 폐를 끼치게 되지만 스크린 축구는 지정된 상대편과 1대1로 대결을 하기 때문에 이런 부담이 없어 좋다. 게임 방식은 축구공을 지정된 표시에 가져다 놓으면 공을 차라는 카운트가 나온다. 게임 참여자가 화면 속 골대를 향해 힘껏 공을 차면 이내 슛의 성공여부가 표시된다. 이후 축구공의 속도, 성공률, 스코어, 랭킹(순위) 등 데이터가 화면에 집계돼 실력을 가늠해볼 수 있다. 공격수만 하는 것이 아니라 수비수를 할 수도 있다. 수비수는 밖에 있는 기계로 골키퍼의 움직임을 설정한다. 그리고 상대편이 공을 차기 전 방향을 예측하여 골키퍼가 움직일 수 있도록 방향을 설정한다. 수비와 공격을 한번씩 번갈아 가며 게임이 진행되고 정해진 횟수 안에 골을 더 많이 넣는 사람이 승리하게 된다. 비록 스크린으로 하는 게임이지만 진짜 운동장에서 뛰는 것처럼 스포츠의 승부를 맛볼 수 있다.

### 스크린 야구
골프의 뒤를 이어 선풍적 인기를 끌고 있는 종목이 바로 '야구'다. 사회인 야구 동호회 2만여개, 프로야구 7백만 관중이라는 탄탄한 오프라인 인프라를 바탕으로 출시 2년 만에 전국에 백 여개의 스크린 야구장이 생길 정도로 큰 인기를 끌고 있다.
인기의 비결은 역시 실전경기와 매우 흡사한 '사실감'이다. 야구 경기장과 똑같이 18m 거리의 마운드에서 시속 약 100km 의 속도로 날아오는 공을 실제로 쳐내야 한다. 정교한 타구 인식기술 덕분에 타자가 쳐낸 공이 파울인지, 안타인지, 땅볼인지, 홈런인지 정확하게 구별해 낸다.레이져 센서가 100만분의 1초까지 인식하는 초정밀 기술을 장착하고 있어 사이버 투수가 던진 공이 볼인지 스트라이크인지도 정확하게 판별해 낸다.

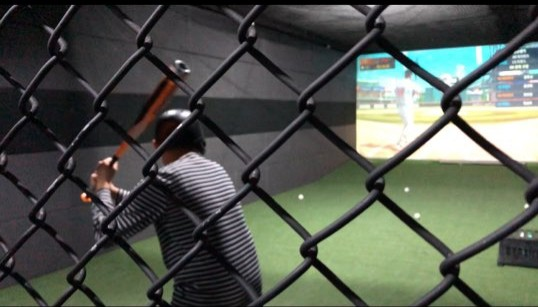
스크린 야구

가족, 연인, 친지 등 참가 인원은 형편되는 대로 결정하면 되고 게임도 3, 6, 9이닝 단위로 나눠서 즐길 수 있다. 9이닝 전경기를 소화하려면 약 1시간 정도 시간이 걸리고 요금도 5만원 미만이다.입소문이 퍼지면서 스크린 골프 흥행 초기의 모습과 유사할 정도로 인기를 끌고 있다.

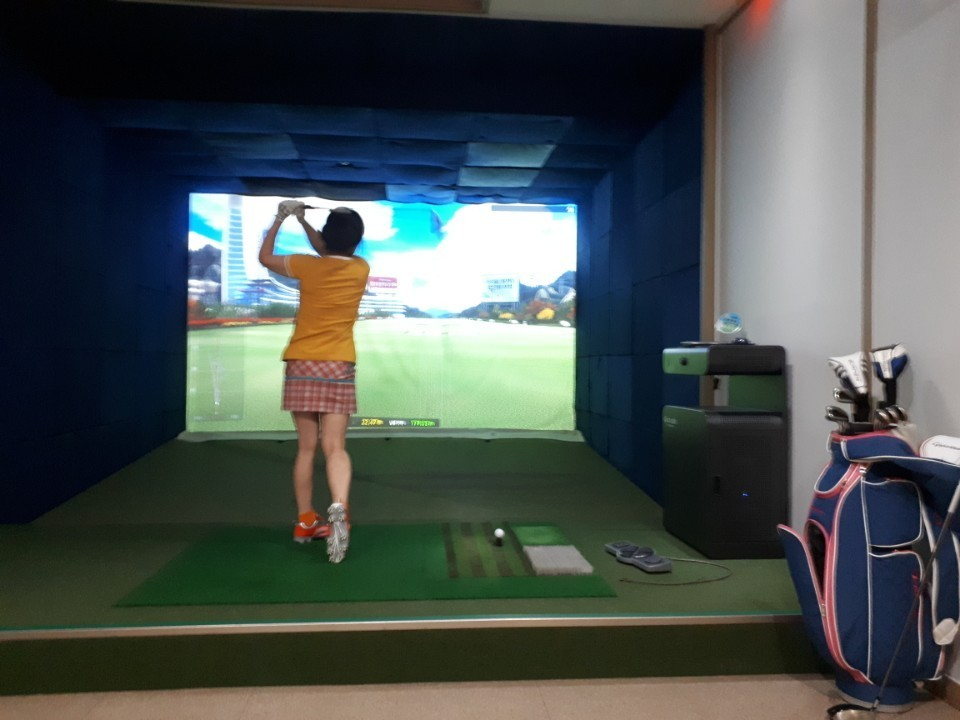
스크린 골프

### 스크린 골프
스크린 골프 초기 등장당시 흥행여부에 대해 우려가 많았으나 시행과 동시에 폭발적인 성장세를 보였다. 또한, 국내 스크린 골프 규모는 지속적으로 성장해 2015년 1400억원 규모를 돌파했다. 시장 규모로 따지면, 2016년 기준 스크린 골프 총 타석 수는 3만개를 돌파했고, 연간 5500만명 이상의 골퍼들이 스크린골프를 즐기고 있다.
스크린골프업체 골프존과 리서치업체 마크로밀엠브레인이 발표한 ‘대한민국 골프 인구 조사 결과’에 따르면 2018년 스크린 골프를 즐기는 인원인 351만명으로 추산되었다. 스크린 골프의 지속적인 확산으로 상대적으로 가구소득이 낮은 계층에서 골프 인구 증가세가 컸다. 월평균 가구소득이 300만원대인 골퍼가 차지하는 비중은 지난 조사 대비 4.4%포인트가 증가한 16.8%, 200만원대 골퍼는 1.7%포인트가 증가한 8.5%로 나타났다. 전체 골퍼의 29%가 가구소득 400만원 미만의 골퍼다. 반면 가구소득 600만원대 이상과 400만원대 골퍼는 각각 4%포인트가량 비중이 줄었다.

### 스크린 양궁
기존의 양궁과 동일한 규칙으로 스크린을 향하여 실제 양궁용 활시위를 당겨 스크린에 표시된 과녁을 맞추어 승부를 낸다. 실제 양궁 활과 다르게 화살에 유압실린더가 달려있다. 과녁을 향해 활을 쏘면 유압실린더를 통해 화살이 천천히 움직이면서 과녁에는 도달하지 않고 활 바깥쪽 까지만 움직이는 원리다. 점수 라인이 그려진 과녁에 꽂이지 않지만 활의 기울기, 장력 등을 정확히 분석해 정확한 점수를 측정할 수 있다. 활현을 당겼다가 놓을 때의 장력을 측정해 활의 발사 속도를 측정하고 스크린의 적외선 센서열과 활에 장착된 적외선 라임빔을 이용해 비행궤적과 꽂히는 위치를 계산해낸다.

### 스크린 낚시
국민 취미 1위로 등극한 낚시. 비싼 낚시 장비를 갖추고 바다로 힘겹게 떠나지 않아도 도심 안에서 간편하게 낚시를 즐길 수 있다.  VR기술력은 세계 최초의 스크린 낚시공간 '피싱조이'를 만들었다. 드론으로 촬영한 통영 욕지도와 마라도 앞바다를 스크린 위에 사실적으로 구현하고 현장 사운드를 넣어 바다 낚시터에 온 듯한 느낌을 제공하여 낚시를 좋아하는 손님들이 자주 찾게 만들었다.

### 스크린 볼링
센싱기술(알고리즘)개발과 실제 레인에 맞는 리프트 시스템을 함께 개발하여 스크린 볼링에 적용해 실제 볼링을 하는 듯한 현장감을 최대한 살린 것이 특징이다. 이용자가 레일에 들어서면 앞쪽 스크린에 볼링레일과 볼링핀이 컴퓨터 그래픽으로 나타난다. 손에서 볼링공을 놓는 순간 스크린에 볼링공이 나타나며, 센서로 공의 움직임을 분석해 스트라이크 등을 판정한다. 남녀노소 누구나 함께 즐길 수 있는 볼링을 매력으로 개발한 스크린 볼링은, 향후에도 더욱 많은 서비스 프로그램 등을 개발할 계획이다.

### 스크린 사격
VR기술을 사용한 스크린 사격장은 총기와 탄약 관리가 철저한 국내에서 사격의 묘미를 맛볼 수 있는 대안으로 꼽힌다. 사로에 설치된 총기의 디자인은 실제 모델과 거의 동일하게 만든 공기총의 형태다. 무게도 비슷하고 공기 주입 방식으로 실제 반동과 비슷한 총격감을 느낄 수 있다 방아쇠를 당기면 레이저가 화면 속 표적을 맞추는 방식이다. 오락실 슈팅 게임과 같은 방식이다. 게임은 사냥과 사격 두 가지 모드를 선택할 수 있다. 사냥을 원할 경우, 난이도에 따라 다양한 맵을 고를 수 있다. 사격 역시 표적 사격, 클레이 사격 등 장르 선택이 가능하다. 사람들은 스트레스를 날려주는 총성과 표적을 명중했을 때 느끼는 성취감에서 사격의 재미를 찾는다.

### 그외
비인기 종목이었던 동계스포츠 썰매 3종목(루지, 스켈레톤, 봅슬레이)이 앞으로 스크린슬레드(screen sled)라는 상품으로 나올 수도 있다. 이미 신체에 직접 입히는 운동 재킷의 센서 자극을 통해 재미와 운동효과를 배가하는 장비가 개발됐다. 시뮬레이션 코스가 삽입된 1인용 캡슐을 상상해 보자. 그 안에 자리를 잡고 몸 전체에 운동 강도를 느끼게 된다. 엄청난 스피드와 하중, 균형 감각을 유지해야 하는 체험형 장비는 게임과 피트니스의 융 · 복합 상품이 될 수 있다.

## 전망
스크린 스포츠가 엔터테인먼트로 인기가 급증하면서 스크린 스포츠 대회도 열릴 전망이다. 한국의 한 스크린 야구게임 업체 "다함께 야구왕"은 한국프로야구선수협회와 협약을 맺었다. 이 업체는 2018년 1월, 한국 프로야구 선수들과 일반인들이 참여할 수 있는 스크린 야구대회를 진행했다.